# Alick Lihuhu
Alick Lihuhu (Distrito de Mchinji, 1981 - Distrito de Mchinji, 25 de julio de 2013) fue un futbolista profesional malauí que jugaba en la demarcación de centrocampista.

## Biografía
Alick Lihuhu debutó como futbolista profesional con el Tigers FC en 2001 a los 20 años de edad. Tras pasar posteriormente por el ESCOM United y el Bullets FC, fichó por el CIVO United en 2007 por una temporada. En la temporada siguiente fue traspasado al MTL Wanderers. Tras jugar dos temporadas en el club malauí, Alick se fue a Mozambique para jugar con el FC Lichinga y con el HCB Songo, para volver posteriormente en 2012 de nuevo al CIVO United, equipo en el que estuvo jugando hasta la fecha de su muerte.
Además, Alick Lihuhu fue convocado por la selección de fútbol de Malaui, jugando su primer partido en 2005.
Alick Lihuhu falleció el 25 de julio de 2013 a los 32 años de edad en el hospital del Distrito de Mchinji.

## Clubes
| Club          | País       | Año         |
| ------------- | ---------- | ----------- |
| Tigers FC     | Malaui     | 2001 - 2003 |
| ESCOM United  | Malaui     | 2003 - 2005 |
| Bullets FC    | Malaui     | 2005 - 2007 |
| CIVO United   | Malaui     | 2007 - 2008 |
| MTL Wanderers | Malaui     | 2008 - 2010 |
| FC Lichinga   | Mozambique | 2010 - 2011 |
| HCB Songo     | Mozambique | 2011 - 2012 |
| CIVO United   | Malaui     | 2012 - 2013 |